# Heiligste Dreifaltigkeit (Grainet)

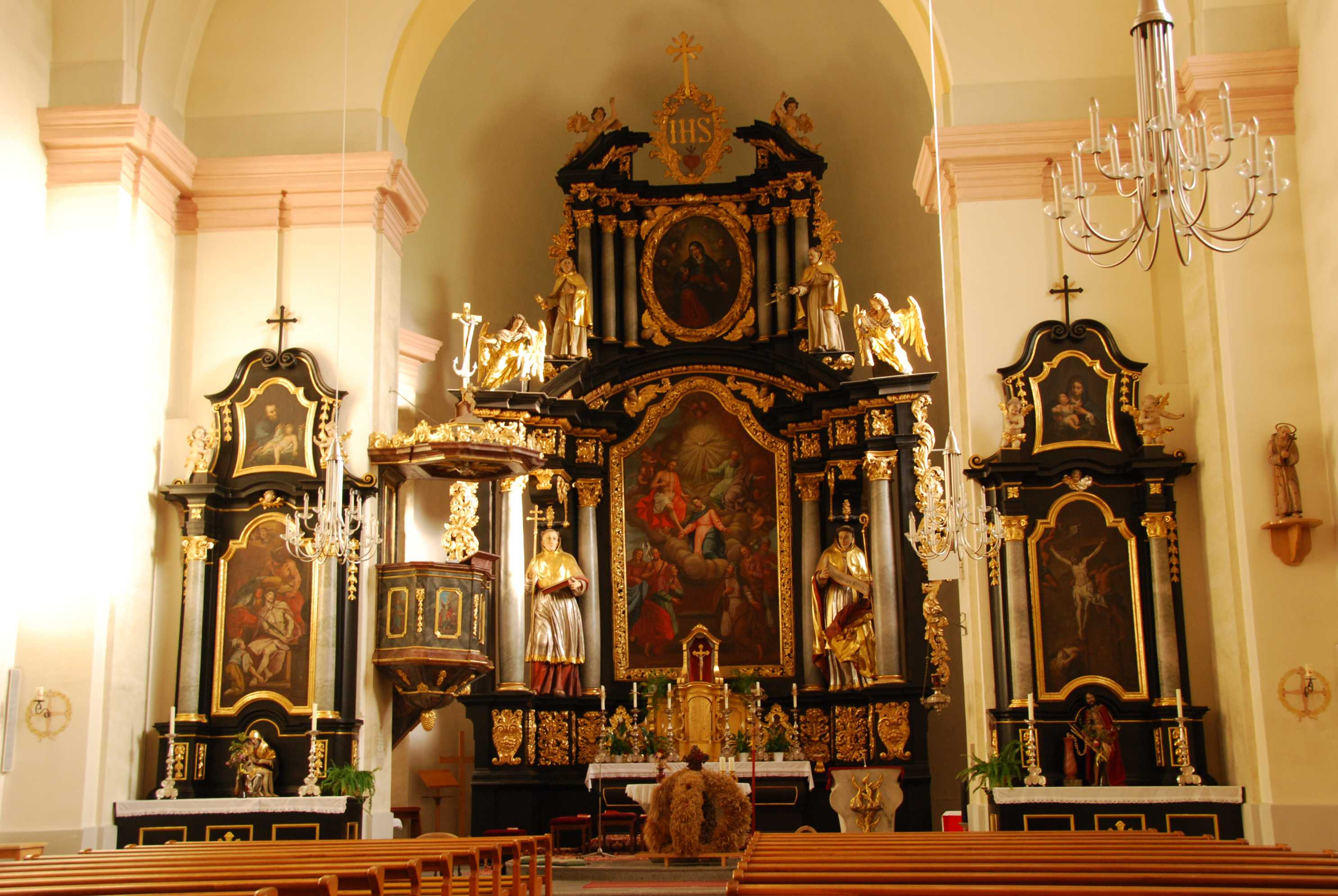
Hl. Dreifaltigkeit Hochaltar von Mathias Högenwald geschaffen 1681 für die Franziskanerkirche in Passau

Heiligste Dreifaltigkeit ist eine in den Jahren von 1747 bis 1756 erbaute Pfarrkirche in Grainet im Landkreis Freyung-Grafenau in Niederbayern.

## Geschichte

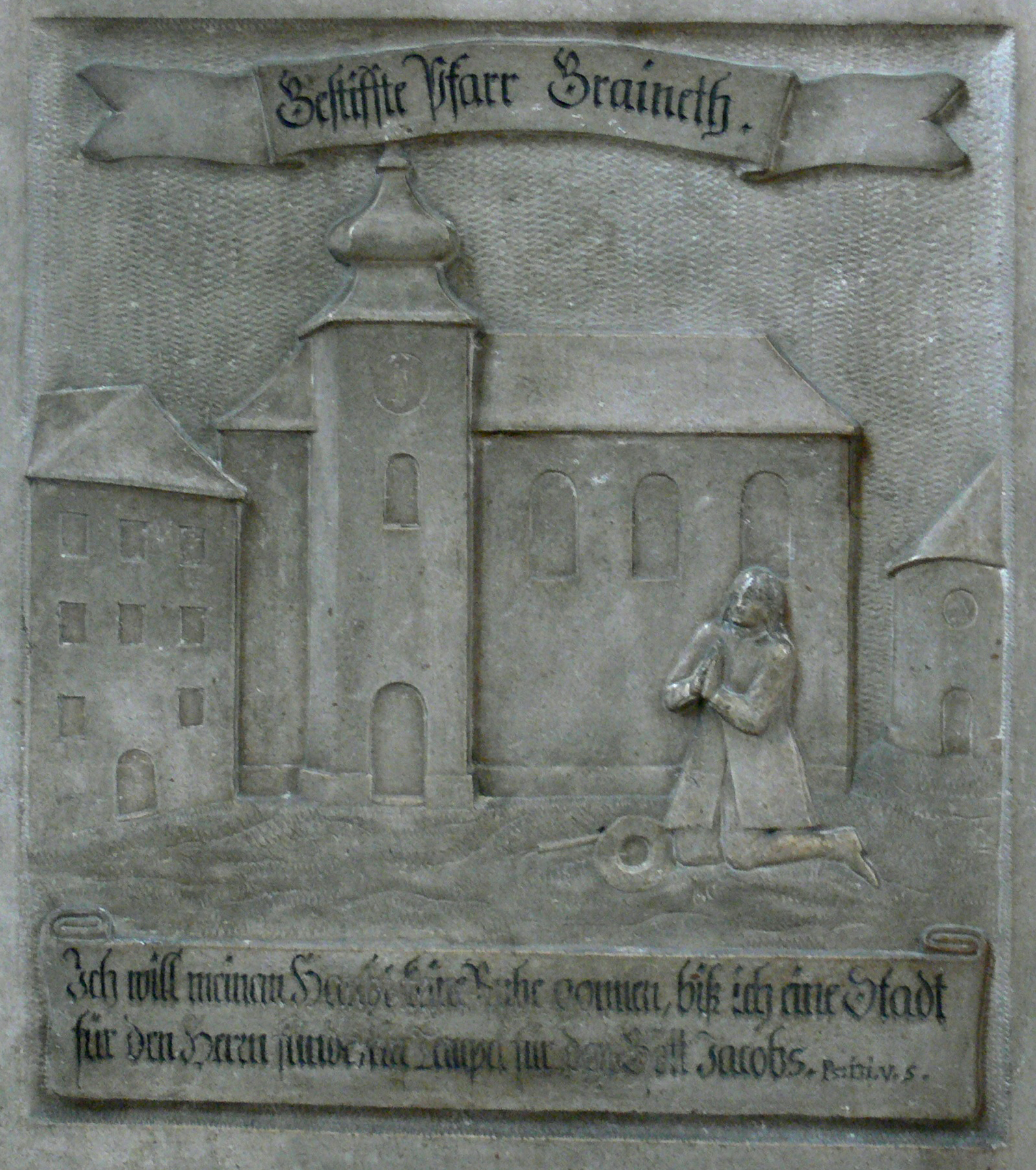
Stadtpfarrkirche St. Paul (Passau), Epitaph des Lukas Kern, Detail

Das Dorf Grainet gehörte bis 1750 zur Pfarrei Freyung. Vier- bis fünfmal im Jahr feierte ein Freyunger Geistlicher Gottesdienst in der alten um 1500 erbauten Nikolauskirche, die aber durch den Bevölkerungszuwachs in der Gemeinde viel zu klein war, zudem wollte man eine eigene Pfarrei. Man wandte sich an Fürstbischof Joseph Dominikus von Lamberg in Passau um eine eigene Pfarrei. Der Passauer Wirt und Schiffsmeister Lukas Kern (1681–1749), bereits als Stifter und Wohltäter bekannt, half den Grainetern. So konnten sie mit einem Grundstock von 10.000 Gulden mit dem Bau einer neuen Kirche beginnen. Hiermit wurde der junge Geistliche Franz Xaver Schmid beauftragt; seine Aufgaben waren vielseitig, aber die Unterstützung seitens des Ordinariats wurde ihm verwehrt. So war es Lukas Kern, der beim Fürstbischof die Genehmigung des Stiftungsbriefes anmahnte, über die Zustände in Grainet berichtete und inständig bat, dem Seelsorger in Grainet mehr Hilfe zu gewähren.
Am 2. Dezember 1748 wurde Franz Xaver Schmid zum Vikar und am 4. Juni 1750 zum Pfarrer von Grainet ernannt.

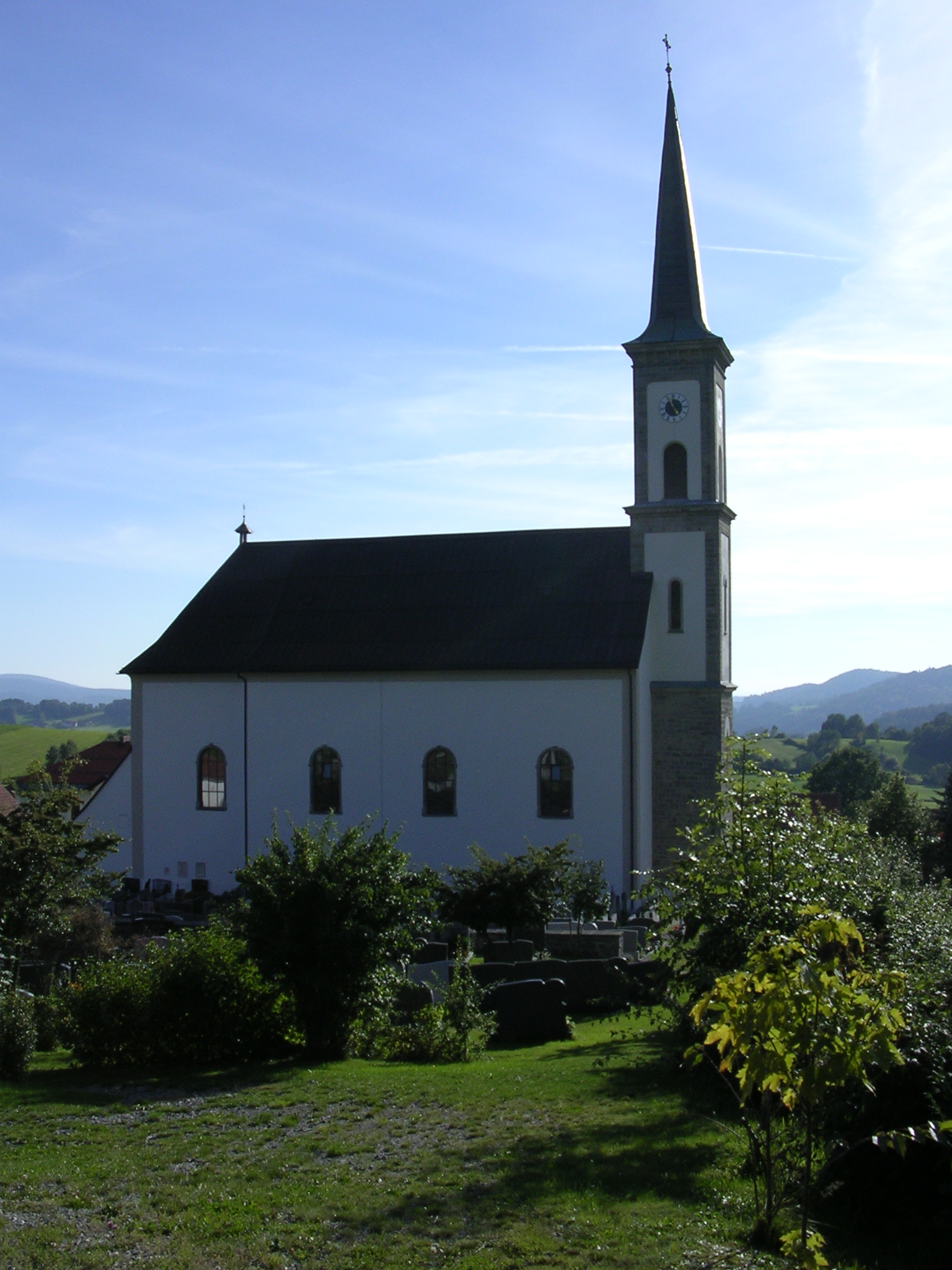
Pfarrkirche Heiligste Dreifaltigkeit, erbaut 1747–1756

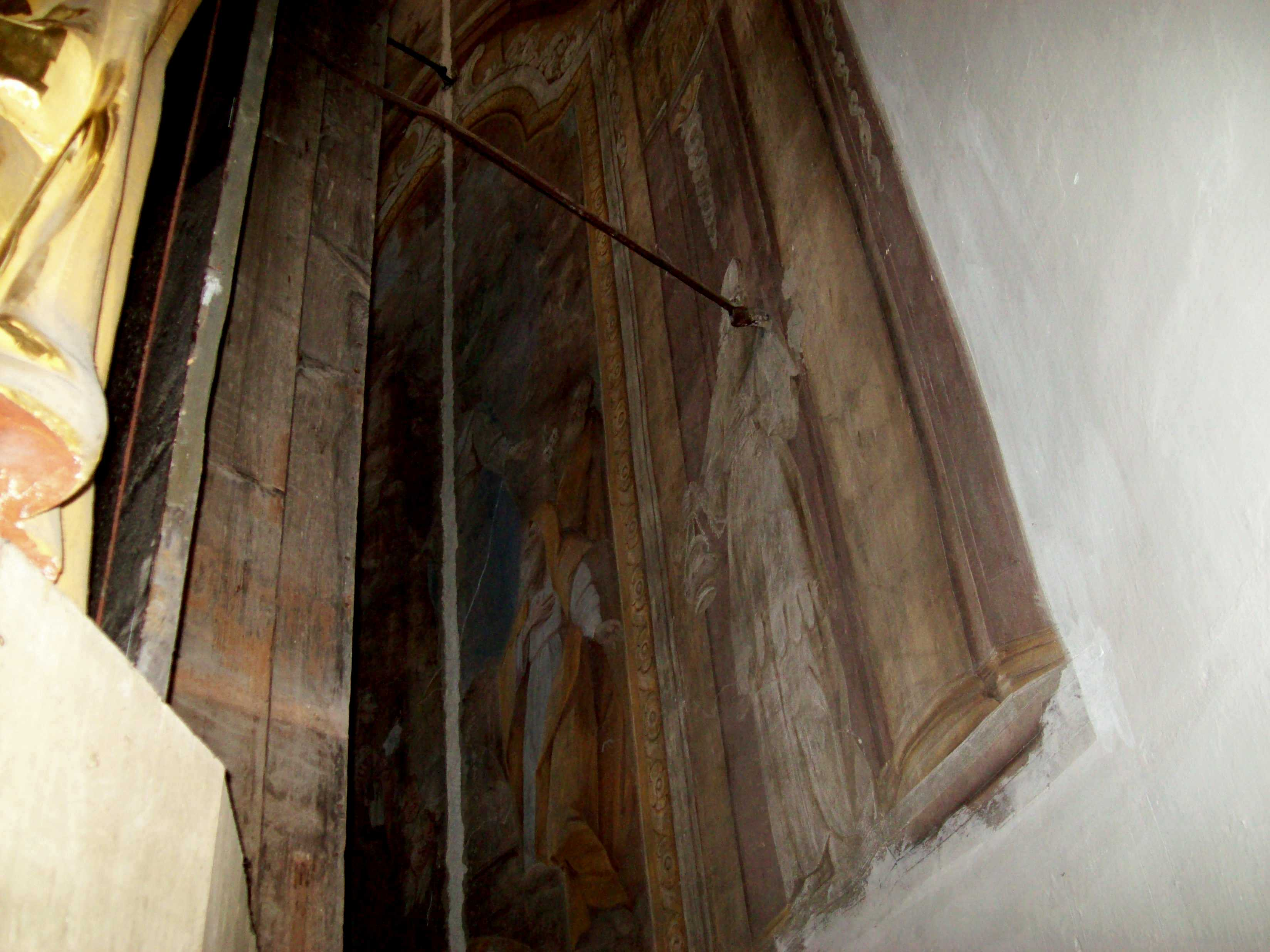
Altarfresko von Johann Georg Unruhe (1753)

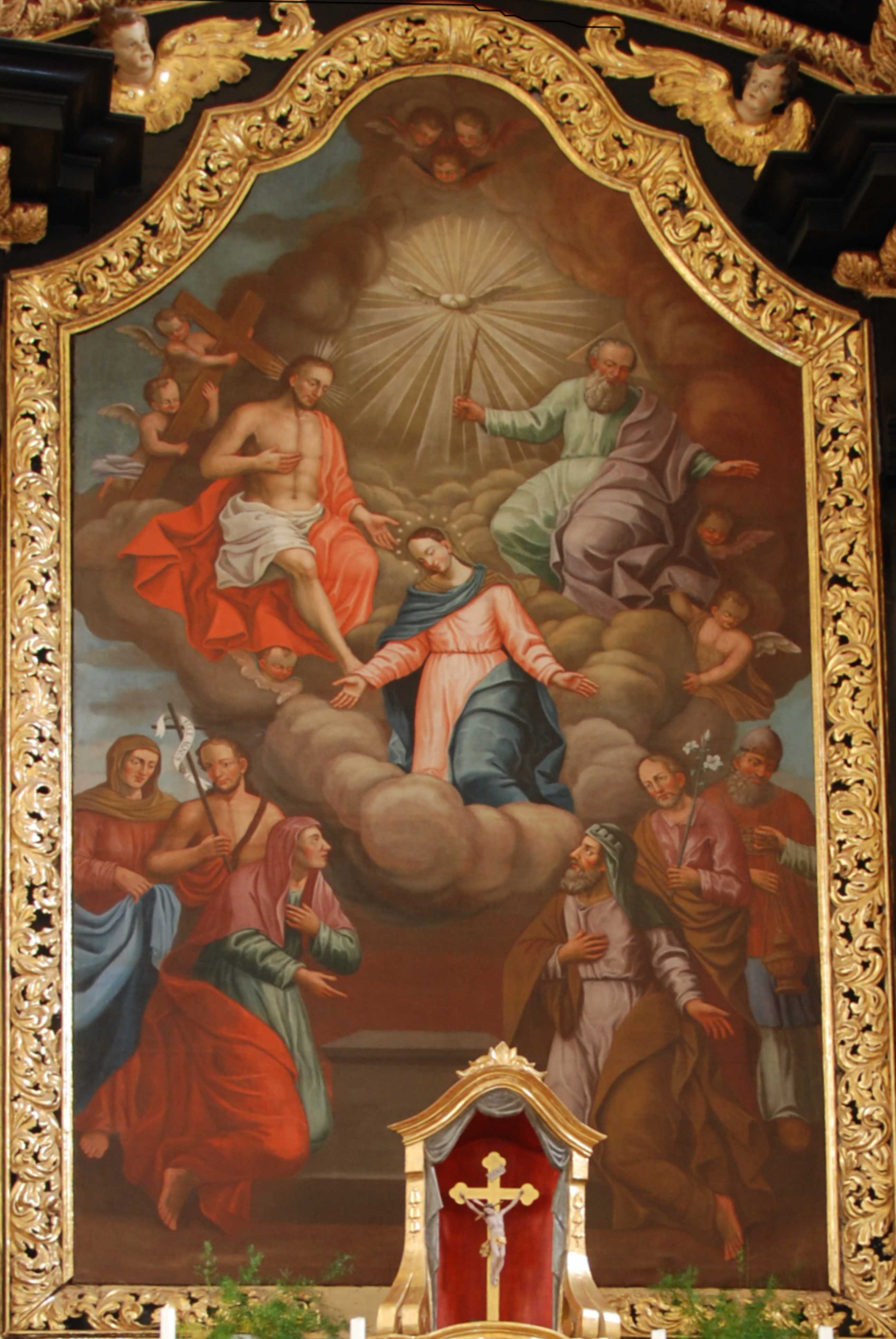
Hochaltarblatt „Krönung Mariens durch die Heiligste Dreifaltigkeit“ von Franz Ignaz Pendl

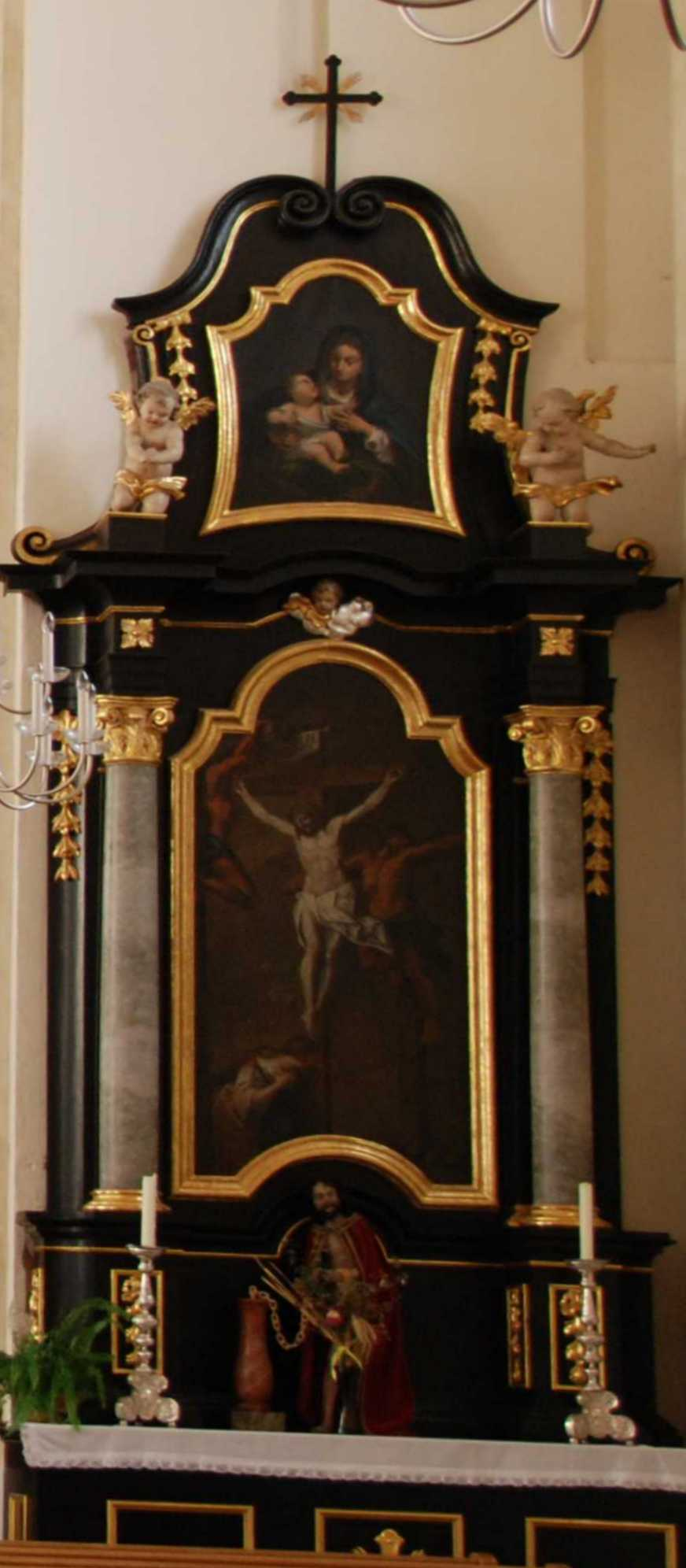
Seitenaltar von Matthias Schmidt (1826)

Volksaltar und Ambo von Leopold Hafner (1975)

Das neue Pfarrgebiet war riesig; im Nordosten reichte es bis zur böhmischen Grenze, die dortigen Nachbarpfarreien Kuschwarda und Böhmisch-Röhren gehörten zum Bistum Budweis. Auch die mit 1111 m höchstgelegene Kirche des Bistums Passau, „St. Johann von Nepomuk bey denen Sandhäusern“, Leopoldsreut musste vom Graineter Pfarrer pastorisiert werden.
Mit Fürholz, Grainet, Gschwendet, Hochstein, Hobelsberg, Mitterling, Obergrainet, Ohmühle, Rehberg, Ober- und Unterseilberg und Vorderfreundorf, mit Auersbergsreut, Bischofsreut, Haberau, Langreut, Marchhäuser, Raumreut, Schnellnzipf (1869 Expositur, 1880 Pfarrei Bischofsreut), mit Frauenberg, Haidhäuser, Ludwigsreut, Theresienreut, (heute Pfarrei Haidmühle) mit Duschlberg Leopoldsreut, Ostermühle, Schwendreut, hatte der Pfarrer im Jahr 1867 über 3000 Katholiken seelsorgerisch zu versorgen. Ab 1794 standen ihm Hilfspriester (Kooperatoren) zur Seite.
Heute im Pfarrverband Grainet – Herzogsreut, – Hinterschmiding sind fast 4000 Katholiken und Feriengäste zu betreuen.

## Kirchenbau
Im Eingang Bildnisse des Stifterehepaars Lukas und Anna Theresia Kern, alte Grabsteine.
Das Kirchengebäude 1747 bis 1756 von Severin Goldberger (Passauer Baumeister) mit eingezogenem Chor, quadratisch, außen gerade geschlossen im Innern zentralistisch gestaltet, Chorbogen, gekuppelte toskanische Pilaster. Das Kirchenschiff, 3 Joche mit überhöhten Quertonnen gewölbt, im Westjoch eine doppelte massive Empore. Rundbogenfenster, der Turm wurde 1887/88 hinzugebaut (4 Glocken).
Der Passauer Maler Johann Georg Unruhe (1724–1801) schuf 1753 den ursprünglichen Hochaltar mit dem Altarbild Maria Himmelfahrt, aufgenommen von der heiligen Dreifaltigkeit al fresco, das heißt, auf frischem Putz gemalt.
Der Hochaltar wurde 1823 aus der profanierten ehemaligen Franziskanerkirche in Passau erworben.
Der Altar 1681 von dem Passauer Bildhauer Mathias Högenwald; er schrieb in einem Brief:  Hoffe auch jetzt den Hochaldar zu den Franzischganern von Holz zu bekommen, hab gleich die Visierung (Modell) gemacht und ist nach München ihro Kurfürstl. Durchleicht iberschickt worden, welche das Versprechen schon gedan.
Der mächtige Holzaufbau mit gestuften Säulen, verkröpftem Segmentbogen im Aufzug je 3 Säulen, geschweifte Giebelstücke und Mittelkartusche IHS geschlossen. Das Ovalbild, eine Mariendarstellung umgeben von Engelsköpfen (Putten). Das Altarbild flankieren „Franziskanerheiligen“ (überlebensgroß, der Hl. Ludwig, Bischof von Toulouse und Hl. Bonaventura), darüber (Hl. Elzearius, Hl. Pacificus). Außen weiße Engelsfiguren mit Weihrauchfässern; am in schwarz gehaltene Barockaltar verstreut goldener Arkanthusschmuck.
Das Altarbild zeigt die Krönung Mariens durch die Hl. Dreifaltigkeit und trägt die Signatur Pendl, (Franz Ignaz Bendl) auch Pendel, diese wurde bei Restaurierungen übermalt.
Die Seitenaltäre, schlichte Säulenanlagen mit geschweiftem Auszug 1826 geschaffen von dem Hutthurmer Tischlermeister Matthias Schmidt.
Altarbilder: früher Stifterbilder (Hl. Lukas, und Hl. Anna), heute Szenen aus der Passion (Geißelung/Verspottung und Kreuzigung).
Figurenschmuck – Seitenaltäre: Pieta (Maria mit totem Sohn auf dem Schoß) (um 1750)
Wies-Heiland (Christus an der Geiselsäule) mit natürlichem Haar, Bart und einem roten Stoffumhang bekleidet, die von einem Wallfahrer aus dem Gemeindeteil Fürholz aus Steingaden mitgebrachte Kopie des Gnadenbildes; war ab 1795 Ziel kleiner Wallfahrten aus dem nahen Böhmerwald.
Chorbogen-Kruzifix (um 1750)
Südseite, Franz Xaver (18. Jahrhundert), Madonna mit Kind (zweite Hälfte des 16. Jahrhunderts)
Nordseite: Hl. Barbara (Mitte 18. Jahrhundert), über dem alten Taufbecken neue Fatima-Madonna
Orgelempore: Hl. Korbinian (um 1500) Attribute neu, Hl. Florian (18. Jahrhundert)
Südl. Seiteneingang: Ölberg mit Holzfiguren (ländlicher Barock)
Kanzel: Schlichter Barock, Kanzelkorb, durch Pilaster gegliedert, mit Muschelwerk. Bildliche Darstellung der vier Evangelisten; Schalldeckel Muschelwerk, Rückwand, Bild des guten Hirten. Geschweifte Stiege mit biblischen Szenen (Moses am Berg Sinai, barmherziger Samariter).
- 1965/66 Dach und Turmsanierung.
- 1975 Aufstellung ein Volksaltars mit Ambo, geschaffen von Leopold Hafner.
- 1992 letzte Außenrenovierung und 1999 letzte Innenrenovierung der Pfarrkirche[19]

## Pfarrer

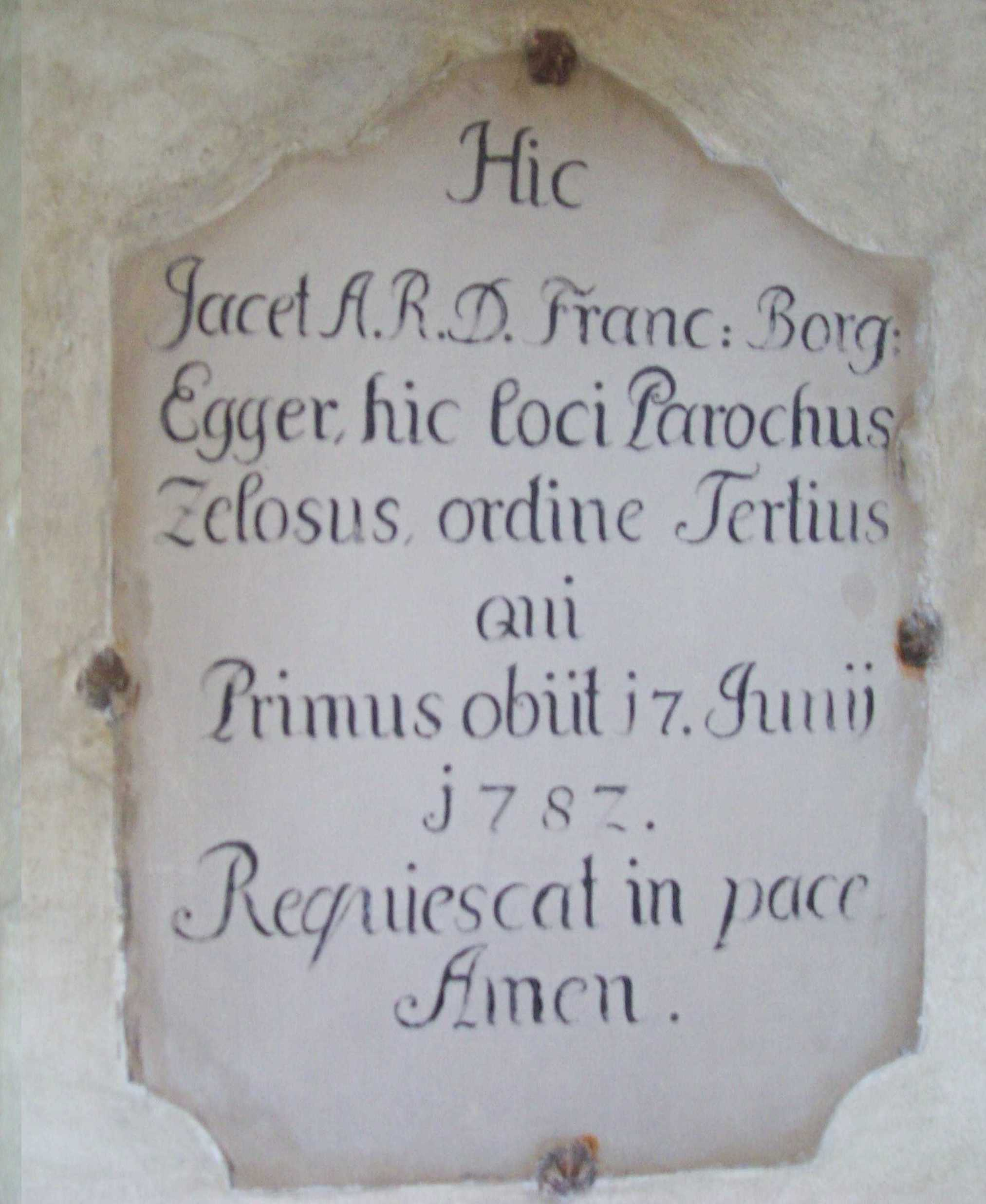
Egger-Epitaph unter der Kanzel

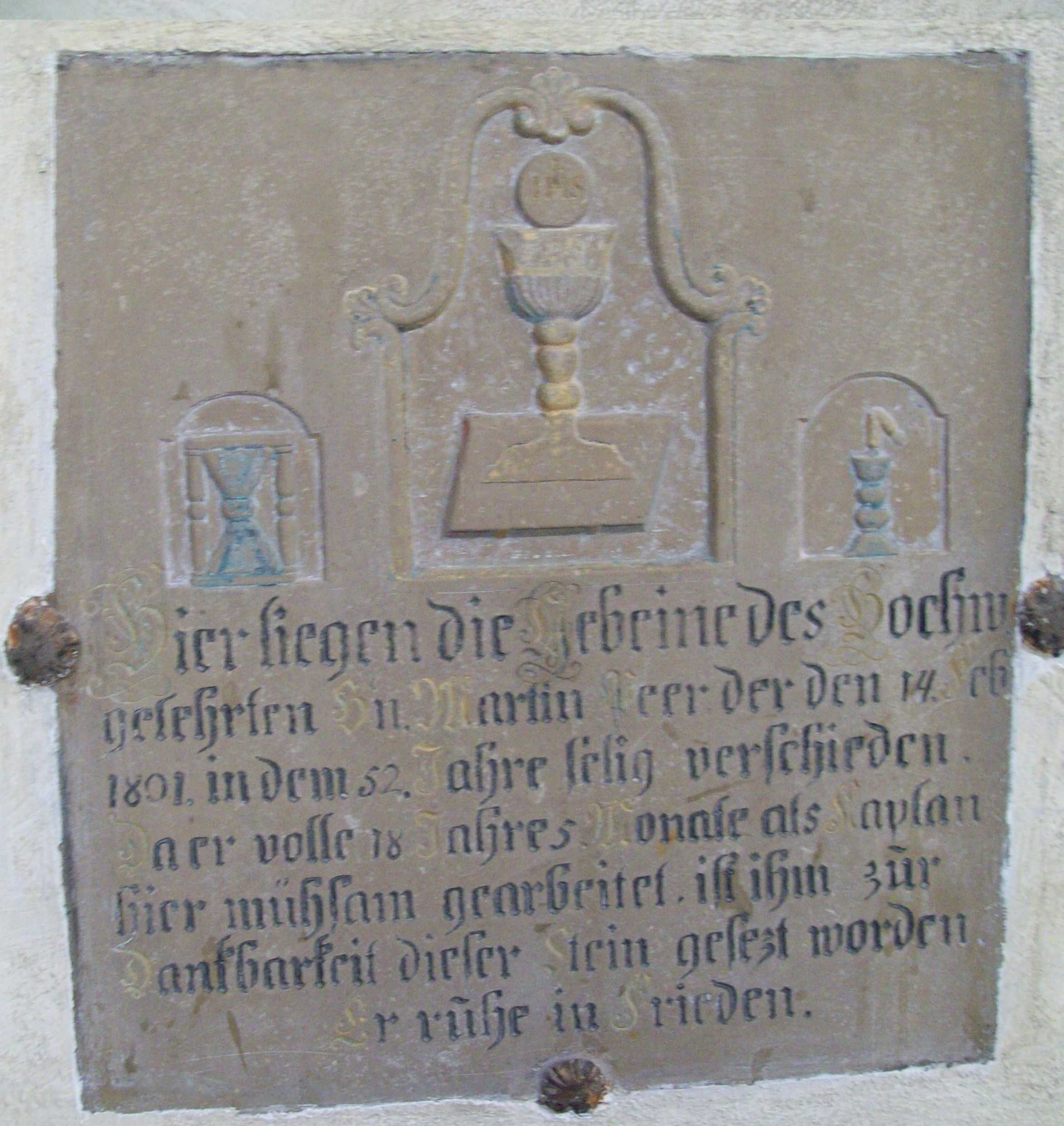
Peer-Epitaph am Chorbogen, rechts

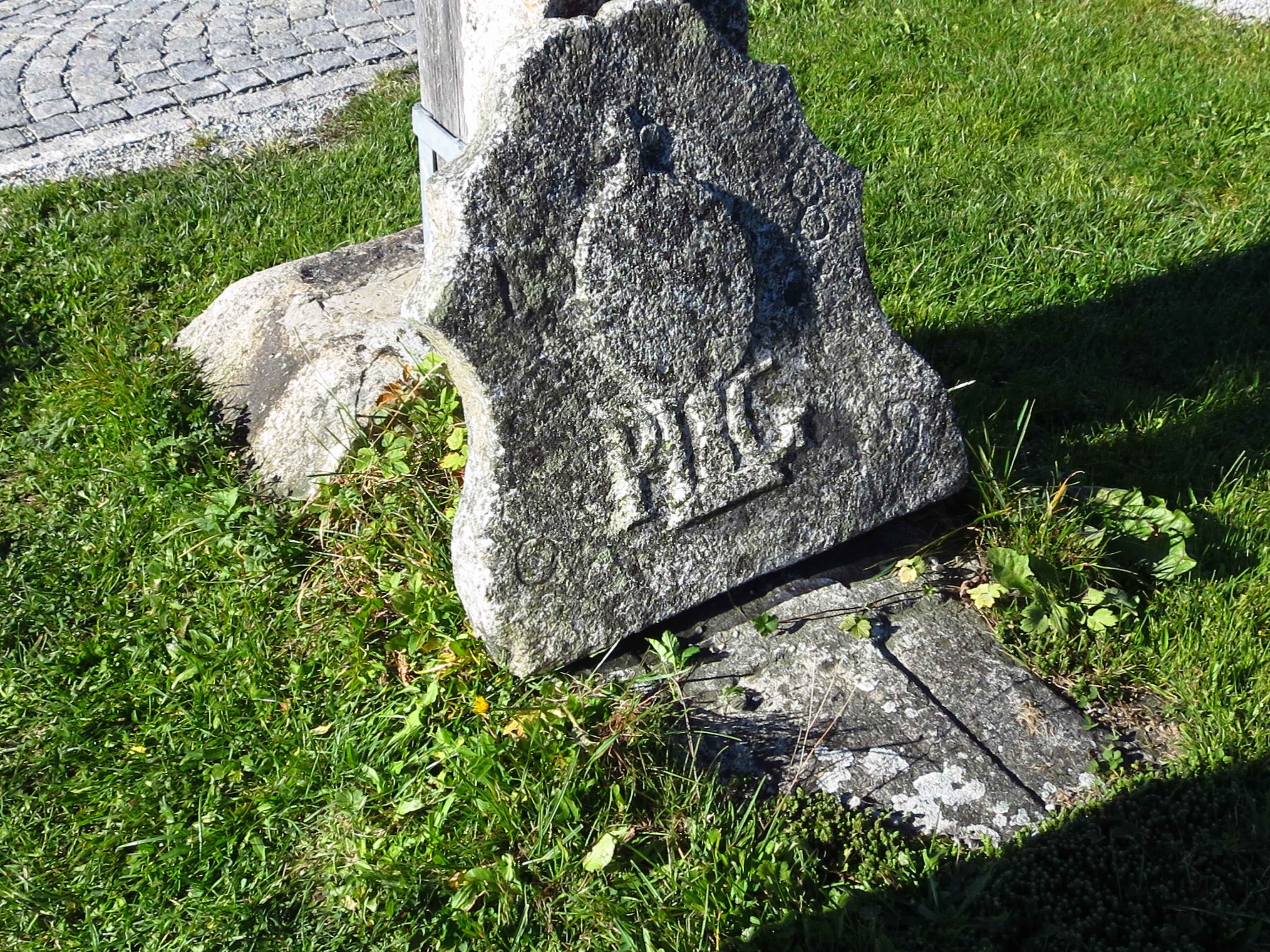
Philipp Graminger, Grabstätte unter dem Friedhofskreuz

- 1748–1758: Franz Xaver Schmitt, * 1717; † 3. Januar 1794 in Hutthurm, Erbauer der Kirche
- 1758–1763: Gregor Rannabauer, * 1708; † 7. April 1790 in Wegscheid
- 1763–1782: Franz Borgias Egger, * 1712; † 17. Juni 1782 in Grainet, beigesetzt in der Pfarrkirche, vor dem Hochaltar
- 1782–1790: Andreas Ertl, * 1732; † 27. September 1808 in Untergriesbach
- 1782–1801: Martin Peer, * 1749; † 14. Februar 1801 in Grainet, Kooperator
- 1790–1794: Franz Josef Maximilian Schletter, * 1748; † 4. Juni 1812 in Kellberg
- 1794–1805: Josef Kannamüller, * 1737; † 22. Juli 1815 in Passau
- 1806–1809: Philipp Graminger, * 1757; † 10. November 1809 in Grainet, beigesetzt unter dem Friedhofskreuz im Graineter Friedhof
- 1810–1812: Florian Koller, * 1724; † 30. April 1863 in Atting, von 1805 bis 1809 Sekretär und Hofkaplan des Fürstbischofs Leopold Leonhard von Thun und Hohenstein
- 1813–1823: Johann Baptist Wiegenfeld, * 1757; † 10. Januar 1836 in Neukirchen
- 1823–1827: Matthias Schmid, * 1774; † 11. Januar 1861 in Perlesreut
- 1827–1832: Georg Petzi, * 1782; † 2. April 1856 in Passau
- 1832–1836: Jakob Habner, * 1793; † 4. Dezember 1874 in Rinchnach
- 1836–1839: Michael Hausbäck, * 1802; † 21. November 1846 in Tiefenbach
- 1839–1844: Joseph Scheibelberger, * 1804; † 27. März 1866 in Röhrnbach
- 1844–1851: Joseph Donaubauer, * 1807; † 16. Dezember 1891 in Hutthurm
- 1851–1856: Joseph Weber, * 1807; † 23. März 1871 in Pleiskirchen
- 1852–1856: Joseph Fisch, Kooperator, Verfasser der Pfarrchronik
- 1856–1861: Johann Bauer, * 1821; † 6. Oktober 1892 in Neuötting
- 1861–1869: Andreas Habereder, * 1823; † 3. März 1887 in Regen, löste die unrentable Landwirtschaft des Pfarrhofes auf und ermöglichte neuen Baugrund, als Hobby-Holzschnitzer schuf er einen Fronleichnamsaltar, der Statio vor dem Pfarrhaus war.[20]
- 1869–1882: Johann Nepomuk Bierínger, * 1826; † 17. Dezember 1903 in Passau
- 1882–1893: Simon Forsthofer, * 1838; † 23. November 1923 in Landau an der Isar, Ehrenbürger der Gemeinde Grainet und Gründer des Darlehenskassenvereins, Erbauer des Kirchturms (1887/88)[21].
- 1893–1901: Joseph Kämmerer, * 1838; † 3. Mai 1921 in Triftern
- 1902–1906: Franz Xaver Huber, * 1838; † 24. April 1943 in Neuötting, verhinderte religiösen „Kitsch“ im Kirchenraum, was seinen Beliebtheitsgrad in der Bevölkerung minderte
- 1906–1934: Johann Baptist Moosherr, * 1867; † 2. Dezember 1964 in Waldkirchen
- 1926–1953: Franz Xaver Moser, Kooperator, später Pfarrer und Ehrenbürger von Breitenberg
- 1934–1946: Franz Xaver Söllner, * 1888; † 29. April 1938 in Altötting
- 1946–1952: Johann Evangelist. Spannbauer, * 1888; † 22. November 1952 in Grafenau, Monsignore, Ehrenkämmerer Sr. Heiligkeit
- 1950–1952: Ferdinand Siebeneicher, Kooperator
- 1952–1964: Josef Maier, * 1912; † 12. Dezember 1971 in Mettenhausen
- 1964–1984: Josef Herkner, * 1908; † 29. September 1986 in Grainet, Ehrenbürger mit Ehrengrab im Graineter Friedhof
- 1984–1997: Hermann Füßl, * 1935; † 1. Mai 1998 in Linz (Österreich)
- 1997–2003: Witold Kuman, * 1961 in Rzeszów (Polen), seit 2003 Pfarrer in Aldersbach
- seit 2003: Dr. Michael Gnan

Franz Seraph von Pichler, Reichstagsabgeordneter, war als Kaplan in Grainet tätig.